# Isekai nonbiri nōka
Isekai nonbiri nōka (jap. 異世界のんびり農家) – seria light novel napisana przez Kinosuke Naito i zilustrowana przez Yasumo. Początkowo ukazywała się w serwisie Shōsetsuka ni narō jako powieść internetowa. Następnie została przejęta przez wydawnictwo Enterbrain, które wydaje ją od października 2017. Na jej podstawie powstała manga oraz serial anime wyprodukowany przez studio Zero-G, który był emitowany od stycznia do marca 2023.

## Fabuła
Hiraku z powodu boskiej pomyłki nie ma szczęścia życiu i umiera z powodu nieuleczalnej choroby. W ramach przeprosin Bóg reinkarnuje go w innym świecie, obdarzając zwiększoną witalnością oraz wszechmocnym narzędziem rolniczym. Od teraz Hikaru wiedzie nowe życie, powoli budując społeczność i wioskę zamieszkałą przez różne gatunki, zarówno humanoidów jak i potworów.

## Bohaterowie
- Hiraku Machio (jap. 街尾 火楽 Machio Hiraku)

Seiyū: Atsushi Abe 
Główny bohater, który po śmierci został wskrzeszony przez Boga w innym świecie i otrzymał od niego zdrowe ciało, umiejętność władania wspólnym językiem oraz mistyczny przedmiot zwany wszechmocnym narzędziem rolniczym. Początkowo żyje na własną rękę, jednak później zaprzyjaźnia się z wilkami, demonicznym pająkiem, a ostatecznie przyjmuje do swojej osady także różne gatunki humanoidów. W przeciwieństwie do wszystkich tutejszych istot, Hiraku nie potrafi korzystać z magii.
- Ru (jap. ルー Rū)

Seiyū: Shino Shimoji 
Władająca magią wampirzyca, która interesuje się uprawą roślin leczniczych. Jej rozmiar zmienia się wraz z utratą i przyjmowaniem krwi. Jest pierwszą żoną Hiraku i matką ich syna Alfreda.
- Tia (jap. ティア)

Seiyū: Aya Suzaki 
Anielica i wrogo-przyjaciółka Ru. Urodziła pierwszą córkę Hiraku, która jest aniołem tak jak jej matka. Przyprowadziła ze sobą pierwsze kurczaki na farmę, a także niesławne Trzy Zabójcze Anielice i kilku jaszczuroludzi.
- Ria (jap. リア)

Seiyū: Lynn 
Przywódczyni grupy elfek wysokiego rodu. Ich wioska została zniszczona podczas wojny z ludźmi, która miała miejsce 200 lat temu. Od tamtego czasu, błąkały się bezdomne, aż do momentu, gdy Tia przyprowadziła je na farmę Hiraku. Przyczyniają się do rozwoju wioski, zakładając kuźnię, w której wytwarzają metalowe narzędzia i broń, a także wnosząc inne technologie, takie jak budowa budynków i pieczenie.
- Ann (jap. アン An)

Seiyū: Yukiyo Fujii 
Przedstawicielka ogrzych pokojówek, które przyszły zamieszkać w wiosce wraz z Florą.
- Lamulias (jap. ラムリアス Ramuriasu)

Seiyū: Yuka Aisaka 
Jedna z ogrzych pokojówek, która została zarządczynią mieszkań w wiosce.
- Flora (jap. フローラ Furōra)

Seiyū: Miyu Tomita 
Siostra Ru i badaczka, która przeprowadziła się do wioski z powodu jej zainteresowania procesem fermentacji. Sprowadziła do gospodarstwa pierwsze dwie sztuki bydła.
- Sena (jap. セナ)

Seiyū: Machico 
Przywódczyni zwierzoludzi, którzy przyszli zamieszkać w wiosce.
- Donovan (jap. ドノヴァン)

Seiyū: Kōsei Hirota 
Przywódca starszych krasnoludów, którzy sprowadzili do wioski proces destylacji. On i jego grupa stali się później miejscowymi piwowarami.
- Lastismoon (jap. ラスティスムーン Rasutisumūn)

Seiyū: Natsumi Hioka 
Córka smoczego króla Dryme’a, która za prośbą swojej matki Graffaloon pozostaje w wiosce jako dyplomatka. Później staje się odpowiedzialna za stosunki dyplomatyczne wioski.
- Flowrem (jap. フローレム Furōremu)

Seiyū: Miho Okasaki 
Córka demonicznego generała Beezela, która zostaje wysłana, aby szpiegować „militarną potęgę” wioski. Ostatecznie zostaje na miejscu znacznie dłużej po tym, jak zobaczyła, do czego zdolny jest jej sołtys. Później została wiejską księgową.
- Hakuren (jap. ハクレン)

Seiyū: Kanae Itō 
Starsza siostra Dryme’a, która zostaje nauczycielką w wiosce.
- Yuri (jap. ユーリ)

Seiyū: Reina Kondō 
Córka króla demonów Galgardo, która wysłała armię do wioski Taiju, aby uratować Flowrem, nie znając jej faktycznego stanu rzeczy.
- Rosalind (jap. ロザリンド Rozarindo), Roaju (jap. ロザリンド), Klakkase (jap. クラッカセ Kurakkase)

Seiyū: Riho Tsuda, Reo Osanai, Kotori Koiwai 
Trzy szlachcianki, które dostarczały księżniczce Yuri fałszywe informacjami na temat wioski, co później doprowadziło do udaremnionej próby inwazji. Zostają asystentkami Flowrem w ratuszu.
- Ya (jap. ヤー)

Seiyū: Riho Sugiyama 
Przywódczyni grupy górskich elfów, które przybyły do wioski. Specjalizuje się w szukaniu gliny do wyrobu glinianych naczyń Hiraku.

## Light novel
Seria po raz pierwszy została opublikowana w serwisie Shōsetsuka ni narō, gdzie ukazuje się od 29 grudnia 2016. Następnie została przejęta przez wydawnictwo Enterbrain, które wydaje ją od 30 października 2017. Według stanu na 28 grudnia 2022, do tej pory opublikowano 14 tomów.
| Nr | Data wydania (język japoński) | ISBN (język japoński)  |
| -- | ----------------------------- | ---------------------- |
| 1  | 30 października 2017          | ISBN 978-4-04-734848-6 |
| 2  | 5 marca 2018                  | ISBN 978-4-04-735018-2 |
| 3  | 5 lipca 2018                  | ISBN 978-4-04-735221-6 |
| 4  | 5 listopada 2018              | ISBN 978-4-04-735393-0 |
| 5  | 5 kwietnia 2019               | ISBN 978-4-04-735590-3 |
| 6  | 30 września 2019              | ISBN 978-4-04-735733-4 |
| 7  | 8 kwietnia 2020               | ISBN 978-4-04-736018-1 |
| 8  | 7 sierpnia 2020               | ISBN 978-4-04-736205-5 |
| 9  | 28 grudnia 2020               | ISBN 978-4-04-736455-4 |
| 10 | 30 kwietnia 2021              | ISBN 978-4-04-736521-6 |
| 11 | 30 września 2021              | ISBN 978-4-04-736796-8 |
| 12 | 31 marca 2022                 | ISBN 978-4-04-736983-2 |
| 13 | 30 sierpnia 2022              | ISBN 978-4-04-737139-2 |
| 14 | 28 grudnia 2022               | ISBN 978-4-04-737310-5 |

## Manga
Seria została zaadaptowana na mangę zilustrowaną przez Yasuyukiego Tsurugiego, która publikowana jest w magazynie internatowym „ComicWalker” od 12 października 2017, a od 9 listopada tego samego roku ukazuje się również w magazynie „Gekkan Dragon Age” wydawnictwa Fujimi Shobō. Pierwszy tom tankōbon został wydany 5 marca 2018, według zaś stanu na 7 stycznia 2023, do tej pory ukazało się 10 tomów.
| Nr | Data wydania (język japoński) | ISBN (język japoński)  |
| -- | ----------------------------- | ---------------------- |
| 1  | 5 marca 2018                  | ISBN 978-4-04-072604-5 |
| 2  | 5 lipca 2018                  | ISBN 978-4-04-072777-6 |
| 3  | 5 kwietnia 2019               | ISBN 978-4-04-073130-8 |
| 4  | 9 września 2019               | ISBN 978-4-04-073320-3 |
| 5  | 9 stycznia 2020               | ISBN 978-4-04-073425-5 |
| 6  | 7 sierpnia 2020               | ISBN 978-4-04-073764-5 |
| 7  | 9 marca 2021                  | ISBN 978-4-04-074010-2 |
| 8  | 9 września 2021               | ISBN 978-4-04-074237-3 |
| 9  | 8 kwietnia 2022               | ISBN 978-4-04-074499-5 |
| 10 | 7 stycznia 2023               | ISBN 978-4-04-074827-6 |

Spin-off w formacie yonkoma, zatytułowany Isekai nonbiri nōka no nichijō (jap. 異世界のんびり農家の日常), jest publikowany w magazynie „Gekkan Dragon Age” od 8 lipca 2022. Pierwszy tankōbon ukazał się 7 stycznia 2023.

## Anime
Adaptacja anime na podstawie light novel została ogłoszona 29 marca 2022. Później ujawniono, że będzie to serial telewizyjny wyprodukowany przez studio Zero-G i wyreżyserowany przez Ryōichiego Kurayę. Scenariusz napisała Tōko Machida, postacie zaprojektowała Yoshiko Saitō, która pełniła również rolę głównego reżysera animacji, muzyka zaś została skomponowana przez Yasuharu Takanashiego i Johannesa Nilssona. Seria była emitowana od 6 stycznia do 24 marca 2023 na antenie AT-X i w innych stacjach. Motywem otwierającym jest „Flower Ring” autorstwa Shino Shimoji i Ayi Suzaki, natomiast końcowym „Feel the winds” w wykonaniu vtuberki Hizuki Yui.